# José Manuel Casado Bizcocho
José Manuel Casado Bizcocho (Coria del Río, 9 d'agost de 1986) és un futbolista professional andalús, que ocupa la posició de defensa al Bolton Wanderers FC.

## Trajectòria esportiva
Es va formar al club de la seua ciutat natal i a les categories inferiors del Sevilla FC i del FC Barcelona, jugant amb l'equip C dels blaugrana. El 2006 retorna a la disciplina sevillista, per jugar en el filial. La temporada 07/08 debuta amb el primer equip, disputant dos partits de la màxima categoria.
Posteriorment ha estat cedit al Recreativo de Huelva i al Xerez CD fins que va ser traspassat al Rayo Vallecano l'any 2010.